# Austrophlugis manya
Austrophlugis manya är en insektsart som beskrevs av Rentz, D.C.F. 2001. Austrophlugis manya ingår i släktet Austrophlugis och familjen vårtbitare. Inga underarter finns listade i Catalogue of Life.